# 格朗方丹
格朗方丹（法語：Grandfontaine，法語發音：[ɡʁɑ̃fɔ̃tɛn]）是法国杜省的一个市镇，位于该省西部，属于贝桑松区。

## 地理
格朗方丹（47°11'51"N, 5°54'2"E）面积5.68 平方千米，位于法国勃艮第-弗朗什-孔泰大區杜省，该省份为法国东部内陆省份，北起上索恩省，西接汝拉省，东部及东南部与瑞士接壤，东北部与贝尔福地区省接壤。
与格朗方丹接壤的市镇（或旧市镇、城区）包括：托尔普、蒙费朗堡、托赖斯、沃莱姆埃萨尔、舍莫丹和沃。
格朗方丹的时区为UTC+01:00、UTC+02:00（夏令时）。

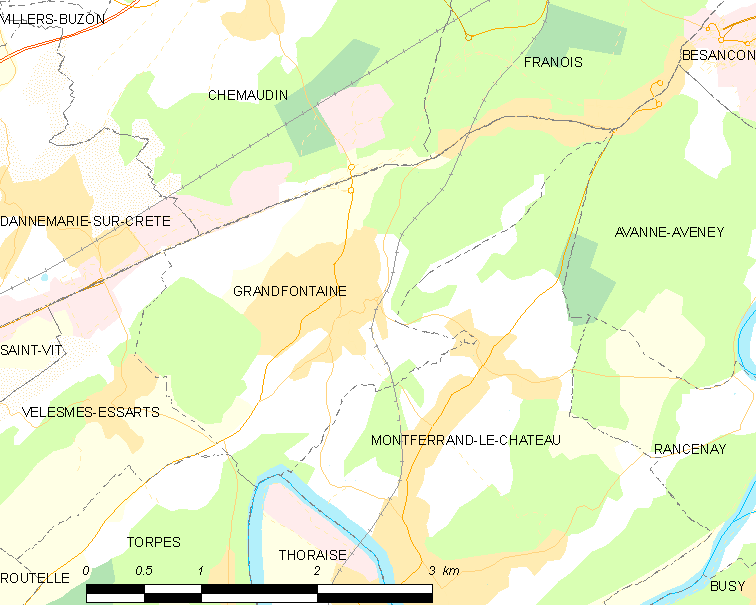
格朗方丹的OSM定位图

## 行政
格朗方丹的邮政编码为25320，INSEE市镇编码为25287。

## 政治
格朗方丹所属的省级选区为贝桑松第一县。

## 人口

1962-2008年间格朗方丹人口变化图示

格朗方丹于2022年1月1日时的人口数量为1810人。